# Comuna Mîkilske, Bilozerka
Mîkilske (în ucraineană Микільське) este o comună în raionul Bilozerka, regiunea Herson, Ucraina, formată din satele Mîkilske (reședința) și Poneativka.

## Demografie
Componența lingvistică a comunei Mîkilske
     Ucraineană (51,45%)
     Rusă (47,46%)
     Alte limbi (0,22%)
Conform recensământului din 2001, majoritatea populației comunei Mîkilske era vorbitoare de ucraineană (51,45%), existând în minoritate și vorbitori de rusă (47,46%).